# Armitage (Familienname)
Armitage ist ein englischer Familienname.

## Namensträger
- Aileen Armitage (* 1930), britische Schriftstellerin
- Albert Armitage (1864–1943), schottischer Polarforscher
- Andy Armitage (* 1968), englischer Fußballspieler
- Cecil Hamilton Armitage (1869–1933), britischer Gouverneur von Gambia
- Clement Armitage (1881–1973), britischer General
- David Armitage (* 1965), britischer Historiker
- Delon Armitage (* 1983), englischer Rugby-Union-Spieler
- Dennis Armitage (1928–2005), Schweizer Pianist, Saxofonist und Maler
- Edward Armitage (Maler) (1817–1896), englischer Historienmaler
- Edward Armitage (Botaniker) (1822–1906), englischer Botaniker
- Ella Sophia Armitage (1841–1931), englische Historikerin und Archäologin
- Ethel Armitage (1873–1957), britische Bogenschützin
- Frank Armitage (1924–2016), US-amerikanischer Maler und Animationskünstler
- Frederick S. Armitage (1874–1933), US-amerikanischer Kameramann, Regisseur und Filmproduzent
- George Armitage (Fußballspieler) (1898–1936), englischer Fußballspieler
- George Armitage (Regisseur) (1942–2025), US-amerikanischer Regisseur und Drehbuchautor
- Graham Armitage (1935–1999), britischer Schauspieler
- Harold Armitage (1901–1973), englischer Fußballspieler
- Heather Armitage (* 1933), britische Leichtathletin
- Iain Armitage (* 2008), US-amerikanischer Schauspieler
- Jack Armitage (1896–1940), englischer Fußballspieler
- John Armitage (1908–2000), englischer Fußballspieler
- Ken Armitage (1920–1952), englischer Fußballspieler
- Kenneth Armitage (1916–2002), britischer Bildhauer
- Len Armitage (1899–1972), englischer Fußballspieler
- Louis Armitage (1921–2000), englischer Fußballspieler
- Megan Armitage (* 1996), irische Radrennfahrerin
- Michael Armitage (Politiker) (* 1949), australischer Politiker
- Michael Armitage (Maler) (* 1984), britisch-kenianischer Maler
- Miles Armitage, australischer Diplomat
- Norman Cohn-Armitage (1907–1972), US-amerikanischer Säbelfechter
- Peter Armitage (Statistiker) (1924–2024), britischer Statistiker
- Peter Armitage (Schauspieler) (1939–2018), britischer Schauspieler
- Richard Armitage (Politiker) (* 1945),  US-amerikanischer Diplomat und Politiker
- Richard Armitage (Schauspieler) (* 1971),  britischer Schauspieler
- Robert Perceval Armitage (1906–1990), britischer Kolonialverwalter
- Serena Armitage (* 1981/2), britische Filmproduzentin
- Simon Armitage (* 1963), britischer Schriftsteller
- Stan Armitage (1919–1997), englischer Fußballspieler
- Thomas Rhodes Armitage (1824–1890), britischer Gründer des Royal National Institute of the Blind